# Herrestad
Herrestad est une localité de Suède située dans la commune d'Uddevalla du comté de Västra Götaland. Elle couvre une superficie de 1,99 km2. En 2010, elle compte 2 583 habitants.